# Peltonotus rubripennis
Peltonotus rubripennis är en skalbaggsart som beskrevs av Miyake och Yamaya 1994. Peltonotus rubripennis ingår i släktet Peltonotus och familjen Dynastidae. Inga underarter finns listade i Catalogue of Life.